# Літофільні елементи
Літосферні елеме́нти — група хімічних елементів (54 елементи), що становлять основну масу мінералів земної кори (літосфери) — близько 93% маси земної кори і близько 97% маси сольового складу океанічної води. У природі переважна маса цих елементів входить до складу силікатів, але також поширені їхні оксиди, галогеніди, карбонати, сульфати, фосфати. 
До літосферних елементів належать кисень, кремній, алюміній, бор, титан, вуглець, усі лужні й лужноземельні метали, галогени та рідкісні елементи.